# Елора
Пещерите Елора са мултирелигиозен, издълбан в скала пещерен комплекс с надписи, датиращи от VI век сл.н.е., разположен в окръг Аурангабад в Махаращра, Индия. Наричат се още пещерите Верул.
На това място се намират повече от 100 пещери, всички те издълбани в базалтовите скали на хълмовете Чаранандри, като 34 от тях са отворени за публиката. Сред тях 17 са индуистки (пещери 13 – 29), 12 будистки (пещери 1 – 12) и 5 джайнстки (пещери 30 – 34). Всяка група от пещери представлява божества и митологии, преобладаващи през 1-вото хилядолетие сл.н.е., както и манастир на всяка съответна религия. Те са построени близо една до друга и илюстрират религиозната хармония, съществувала в Древна Индия. Поради изключителната пещерна архитектура на Древна Индия пещерите Елора са включени в списъка на ЮНЕСКО за световно наследство през 1983 г.
Всички паметници на Елора са построени в периода Сатавахана като индуистки, а доста по-късно някои от тях са станали будистки и джайнистки пещери.
Въпреки че пещерите са служили като храмове и места за почивка на поклонници, местоположението на обекта на древния южноазиатски търговски път го е направило и важен търговски център в района на Декан.
Пещерите Елора са разположени на 29 km на северозапад от град Аурангабад и на около 300 km на изток-североизток от Мумбай. Днес пещерите Елора, заедно с близките пещери Аджанта, са основна туристическа атракция в района Маратвада в Махаращра и са паметник, опазван от Археологическата служба на Индия (ASI).

## Храмът Кайлаш
Най-забележителният от храмовете е Кайлаш (известен също като Кайлашаната, кръстен на свещения връх Кайлаш), великолепен, идеално запазен пример за дравидска архитектура, една от най-ценните паметници на Индия. Самият храм се намира в дълбините на вътрешния двор, издълбан отгоре надолу в здравата скала. В гранитния навес над входа има издълбани в камъка колосални статуи на Шива, Вишну и др. Зад този навес се намира голяма статуя, изобразяваща богинята Лакшми, лежаща върху лотоси и заобиколена от слонове. В краищата на двора, от южната и северната страна, има гигантски слон. Огромни слонове, лъвове и грифони в различни пози обграждат храма. Самият храм, въпреки че е посветен на Шива, вътре е изпълнен със статуи на Вишну и други богове. Според легендата този храм е издигнат от местния раджа Еду в знак на благодарност за изцелението си с вода от близък извор.